# Helladikus kultúra
A helladikus kultúra a görög szárazföld bronzkori kultúrája, amely a krétai művészettel párhuzamosan fejlődött. A mükénéi kultúra közvetlen előzménye. A leletek alapján három korszakra oszthatjuk, akárcsak a Kükládok szigeteinek bronzkori kultúráját. A helladikus kultúra kezdeti szakasza leginkább az ősművészettel rokonítható, annak neolitikus sajátosságaival. Ez az elnevezés azonban ugyanolyan összefoglaló név, mint az ókori itáliai művészet, s egybevonja a görögök előtti, kisebb népek művészetét az első görög törzsek művészetével, végső soron a mükénéi kultúrával.

## Kora helladikus kor (Kr. e. 2500-1950 k.)

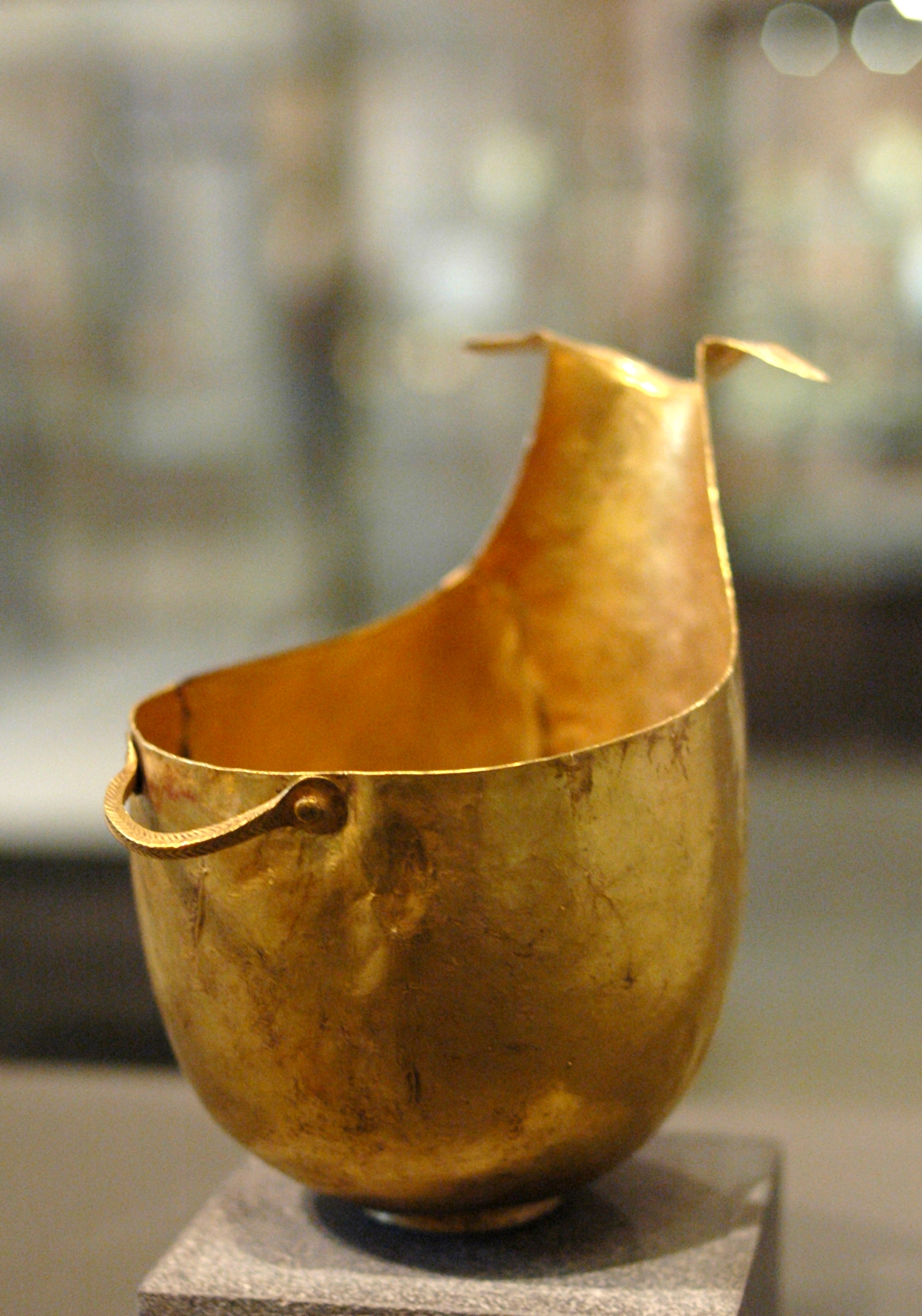
Helladikus edény Kr. e. 2200 környékéből

A helyi népek művészetét anatóliai, kükladikus és közép-európai hatások formálták neolit kultúrából bronzkori kultúrává. Főbb települések Athén, Korinthosz, Tirünsz, Orkhomenosz, Malthi, Eutreszisz, Lerna, melyekre később a mükénéi kor városai és a mai modern városok épültek. E városi rétegekben számos lakóház-típust találunk: patkó alakú; nagy, emeletes, ún. úri ház; kerek lakótorony vagy kultuszhely és a megaron első formái. Kerámiájuk viszonylag fejlett volt. Ennek első típusa az ún. ősfirnisz-kerámia, amit bekarcolt díszítéssel láttak el. A később kialakult díszítési stílust is firnisz (zománc) használata jellemezte: agyag alapon firniszes, firniszes alapon fehérrel festett geometrikus motívumok. Leggyakoribb kerámiaforma az amfora és a csőrös csésze. Árkádiából fejlett fémművességre utaló ékszerek, aranyedények kerültek elő. A lernai pecsétnyomók viszont már krétai hatásra utalnak.

## Középhelladikus kor (Kr. e. 1950-1580 k.)
E korszak az első görög törzsek bevándorlásával kezdődött. A városokat megerődítették (Mükéné, Braurón, Malthi). A lakóházakban a megaron vált mintává, találunk félköríves és egyenes lezárásúakat is, de vannak ovális alaprajzú házak is. Ekkor honosodott meg a fazekaskorong, forradalmasítva a kerámiát. Az edények gyakran utánozzák fémmunkák formáját, díszítésük lehet élénk és egyszerűbb, fekete, szürke, vörös vagy sárga színekkel. A fémművesség is fejlődésnek indult, ezüstszöges tőrök, arany diadémák mutatják ezt. A középhelladikus kort mindvégig krétai hatás érte, ami gyorsította a fejlődést, s a késő helladikus kultúra, azaz a mükénéi kultúra kialakulásához vezetett.

## Ajánlott olvasmány
- F. Matz: Kreta und frühes Griechenland, Baden-Baden, 1962.